# راشل ویشنیتزر
راشل ویشنیتزر (انگلیسی: Rachel Wischnitzer؛ ۱۴ آوریل ۱۸۸۵ – ۲۰ نوامبر ۱۹۸۹) دانشمند و معمار اهل امپراتوری روسیه بود.